# ديزج الند
ديزج الند هي قرية في مقاطعة خوي، إيران. عدد سكان هذه القرية هو 1,038 في سنة 2006.